# Michael Billington
Michael Billington (Blackburn, 24 dicembre 1941 – Margate, 3 giugno 2005) è stato un attore britannico.

## Biografia
Michael Billington è conosciuto per avere interpretato il colonnello Paul Foster nella serie televisiva UFO. Successivamente venne preso in considerazione per interpretare il ruolo di James Bond nei film Agente 007 - Vivi e lascia morire, Moonraker - Operazione spazio e Octopussy - Operazione piovra, tutti interpretati da Roger Moore, ma appare in La spia che mi amava nel ruolo dell'agente Sergei Borzov.
Morì di cancro all'età di 63 anni, 5 giorni prima del collega e amico Ed Bishop con cui aveva recitato nella serie televisiva UFO nella parte di Ed Straker. 

## Filmografia parziale

### Cinema
- Alfredo il Grande (Alfred the Great), regia di Clive Donner (1969)
- UFO - Allarme rosso... attacco alla Terra!, regia di Gerry Anderson (1973)
- Ufo... annientate Shado, uccidete Straker... stop, regia di Alan Perry e David Lane (1974)
- La spia che mi amava (The Spy Who Loved Me), regia di Lewis Gilbert (1977)

### Televisione
- Il prigioniero (The Prisoner) – serie TV, un episodio (1967)
- UFO – serie TV, 21 episodi (1970-1973)
- Edoardo VII principe di Galles (Edward the Seventh) – serie TV, 3 episodi (1975)

- Guerra e Pace (War and Peace) - Serie TV (1972) nel ruolo del Luogotenente Berg

```
Capitan Onedin ( The Onedin Line) nel ruolo di Daniel Fogarty (35 episodi, 1971-1974)
```

- I Professionals (The Professionals) – serie TV, un episodio (1978)